# 摩訶賁該
摩訶賁該（まかふんがい、生没年不詳）は、チャンパ王国（占城国）の15世紀の国王（在位：1441年 - 1446年）。
チャンパ国王巴的吏の孫。祖父の死後に即位した。明に王孫の述提昆来を派遣した。1446年、黎朝に敗れて捕らえられた。翌年、明の正統帝がかれを帰国させるよう黎朝に命じたが、黎朝は聞き入れなかった。